# Натрій-кальцієвий обмінник
Натрій-кальцієвий обмінник, також натрій-кальцієва помпа[джерело?] — трансмембранний транспортний білок, іонна помпа, яка за рахунок енергії електрохімічного градієнту концентрацій іонів поза клітиною та всередині неї переносить через клітинну мембрану іони кальцію та натрію. За фізіологічних умов виводить з клітини іони кальцію та переносить у клітину 3 іони натрію в обмін на кожний іон кальцію. Відіграє важливу роль у клітинах серця хребетних (кардіоміоцитах), де є одним з ключових механізмів у зменшенні концентрації кальцію в цитоплазмі клітин в ході розслаблення. Присутній також у більшості інших типів клітин організму.
У людини наявно 3 ізоформи натрій-кальцієвого обмінника, які кодуються трьома різними генами: SLC8A1, SLC8A2, SLC8A3. Перша експресується в серці й у більшості інших тканин, тоді як інші — в мозку та деяких інших тканинах.
Порівняно з іншими механізмами відкачування кальцію з цитоплазми клітини, натрій-кальцієва помпа має низьку спорідненість до кальцію, але здійснює саме перенесення значно швидше: до 5000 іонів кальцію за секунду.
Натрій-кальцієвий обмінник, окрім клітинної мембрани, наявний у мембрані мітохондрій, ендоплазматичного ретикулуму та секреторних везикул.
Повний генетичний нокаут основного серцевого обмінника SLC8A1 призводить до загибелі ембріонів, однак у разі умовного нокауту вже після народження нокаутні тварини не мають очевидних порушень роботи серця.

## Напрям транспорту
За підвищеної концентрації внутрішньоклітинних іонів натрію може переходити до зворотного обміну: перенесення іонів кальцію всередину клітини, а іонів натрію назовні. Зокрема при сильній деполяризації мембрани клітини, викликаної відчиненням потенціалкерованих натрієвих каналів, натрій-кальцієвий обмінник є джерелом входу іонів кальцію до цмтоплазми. У клінічній практиці за серцевої недостатності вхід кальцію до кардіоміоцитів за допомогою обмінника створюють підвищенням концентрації іонів натрію в цитоплазмі, блокуючи натрій-калієву АТФ-азу невеликими дозами серцевих глікозидів, зокрема дигоксину.

## Історія досліджень
Вперше відкритий у кінці 1960-х у гігантському аксоні кальмара та кардіоміоцитах.